# 死んだオウム
『死んだオウム』（しんだオウム、英: The Parrot Sketch / Dead Parrot）はテレビ番組『空飛ぶモンティ・パイソン』の中の有名なスケッチである。『空飛ぶモンティ・パイソン』第1シリーズ第8話『正面ストリップ』で放送された。
ペットショップを舞台にしたこのスケッチでは、店が売ったノルウェーブルーのオウム（英: Norwegian Blue parrot）が死んでいる、と苦情を申し立てる客・プラリーン（ジョン・クリーズ）と、死んでなんかいないと詭弁を続ける店員（マイケル・ペイリン）が、お互い様々な語句を並べ立てて馬鹿馬鹿しい押し問答を続ける。
スケッチはパイソンズの名作スケッチとして、映画やライブで度々再演されている。

## スケッチの内容
店員が客にオウムを売るが、オウムは（最初から？）死んでおり、客はそれについて苦情を言いに店へ再び訪れる。しかし店員はオウムは休んでいるだけだ、と言い張る。
「フィヨルドが恋しいのかも」「羽根が綺麗」「ホームシック」などと詭弁を弄する店員にいらいらし始めた客は、死んでいることを証明するためオウムを起こそうとするがもちろん反応はない。その後畳み掛けるように、このオウムは死んでいるということを英語の様々な表現で以下のように主張する。
「ホームシックなんかじゃない。お亡くなりになったんだ。このオウムは、この世を去ったの。事切れてしまった。息を引き取り、神の御許に逝かれた。これは『故オウム』。死体。命尽きて、永遠の眠りについている。釘付けされてなきゃ、今頃はひな菊いっぱいのお墓の下でおねんねしてたはずなんだ。オウムはその生涯に幕を閉じ、昇天なされたの。これは「元オウム」」。（「これは『元オウム』だ」（英: "This is an ex-parrot!"）という部分はアホらしさで有名）。
ついに答えに窮した店員は、ボルトンにある彼の兄弟が経営しているペットショップにいけばそのオウムを交換すると言い、客はボルトンへ向かう。しかし兄弟が経営するペットショップなど無く、彼が行き着いたのは「ボルトンにある」最初の店である。客は自分が先ほどオウムとともに持ち運んできたかごを見つけて不審に思い、店員にここはボルトンかと尋ねる。ひげをつけて（兄弟に）変装した店員はここはイプスウィッチだという。
そう言われては仕方なく、客はボルトン駅（彼はイプスウィッチ駅だと信じている）のお客さま係に苦情を申し立てるが、その係はここはボルトンだと言う。全てを察した客はボルトンにある同ペットショップに再び乗り込んで「ここは（イプスウィッチではなく）ボルトンじゃないか」と問う。
袋小路に追い込まれた店員はとっさに「さっき言ったイプスウィッチ（英: Ipswich）はだじゃれ（英: pun）だ」と言う。「pun?」と聞き返された店員は、「あの…、言葉を逆さまに読む…」と慌てふためき、客は「それは だじゃれ（英: "pun"）ではなく 回文（英: "palindrome"）だろう」と言い、また「ボルトン（英: Bolton）の回文はイプスウィッチではなくノトロブ（英: Notlob）だ」と指摘する。そこで、軍人の扮装をしたグレアム・チャップマンも登場してきて、「これはだんだん馬鹿げてきているよな」と言い、締めくくられ、次のスケッチにリンクする。
また、この後にボルトンを舞台にしたスケッチ『正面ストリップ』が登場するが、そこで司会者（エリック・アイドル）に「ノトロブ」と言い間違えさせ、前のネタを引っ張っている。
このスケッチはモンティ・パイソンの代表作の1つであり、クリーズとペイリンはテレビ番組上で、またレコードアルバム、ライブでもこのスケッチの多くのバージョンを演じている。

## 誕生秘話
このスケッチはペイリンが故障した自動車を販売会社に持っていって苦情を言った際、自動車ディーラーが「壊れてません。大丈夫です」と一向に故障を認めなかったという実話が元になっており、原型作品『中古車ディーラー』はパイソン以前にクリーズとペイリンが参加していた番組『ハウ・トゥー・イリテイト・ピープル』の一スケッチとして放送された。
クリーズによれば、ペイリンから聞いた話を元に壊れたトースターを売りつける電気店のスケッチを書いてチャップマンに読み聞かせた所、突拍子もないアイディアを出すことが得意だった彼が「トースターじゃやっぱり面白くないと思う。死んだペットを売りつけるペット屋なんかどうだ？」と言い出したことでこの形になったという。

## その後の「死んだオウム」
まったく同じペットショップでの別のスケッチ（客の服装は違う）も第1シリーズ第10話で制作されている。そのスケッチでは猫を買おうと思ったが猫はあいにくなく、代わりに金魚（テリア犬から体の多数の部分を切除して尾ひれを付けたもの）を薦める、というもの。また、「死んだオウム」スケッチで客だったプラリーン氏（クリーズ）は他にも「観賞魚の免許」や「チーズ・ショップ」といったスケッチにも登場する。
ライブでも定番として演じられたが、その場合ボルトンへ行くくだりはカットされる。『ライブ・アット・ドルリー・レーン』（1974年）では、オリジナル版では「代わりにナメクジを飼いませんか？」との店主の問いにプラリーン氏が「ナメクジはしゃべらないから取り替えにならない」と断る部分を、店主が「このナメクジはしゃべる」ことを明かすことでプラリーン氏がナメクジを買う、というのがオチになっている。その後のライブでは基本的に第1シリーズ第13話の「ロッティンディンの警官ナンパ作戦」の「･･････ぼくの家に来ませんか？」という台詞が引用されている。パイソン以後のライブでも演じる機会が多いスケッチであり、それぞれのバージョンに微妙な違いが存在する。パイソンのライブ以外にも1997年1月11日放送の『サタデー・ナイト・ライブ』にクリーズとペイリンがゲスト出演した際に番組内で再演が行われた。
また、セルフパロディとして舞台『The Secret Policeman's Biggest Ball』 (en) ではこんなスケッチも披露している。クリーズが死んだオウムを持ってペットショップへ向かう。店員は同じくペイリン。クリーズ「さっき買ったオウムだけど、死んじゃったよ」。マイケルはそれをしばらく眺めて「……そのようですね」とあっさり認め、代金を返した（元ネタとは正反対の対応）。あまりにもあっさりした対応にクリーズが一言「サッチャー政権のおかげでこうも変わるもんか」とオチを付けた。なお、サッチャー自身も退陣後に自由民主党を死んだオウムと例えて批判している（これは自由民主党のマスコットがオウムであるため）。
パイソンズ最後のライブ『モンティ・パイソン 復活ライブ!』（2014年）では直前のスケッチ「スパム」から直接リンクされ、スケッチとしては最後の演目となった。内容は途中から「死んだオウム」と同様にクリーズとペイリンが演じた『チーズ・ショップ・スケッチ』に移行する演出がなされていた。公演の最終日には、クリーズがオウムが死んでいることを主張する長台詞の部分に「こいつはチャップマン医師に会いに行ったんだ」との粋な台詞を追加しており、その際ペイリンは頭上に向かって親指を立てた。

## チャップマンの死によせて
1989年、癌で亡くなったチャップマンの追悼式で、クリーズは次のようなこのスケッチをもじった頌徳文（しょうとくぶん）を読み上げた。
「グレアムはもういない。彼は存在するのをやめてしまった、息を引き取った、彼の創造主の元へ会いにいったんだ（that Graham Chapman was no more, that he had ceased to be, that he had expired and gone on to meet his maker ）」など。
集まっていた人々には笑った人もいれば憤慨した人もいたようだが、クリーズは先の言葉に続けて「もし私がこのように哀悼の意の表明をしなかったら、グレアムは私を許さないだろう」と言っている。先に述べたように、このスケッチは元々チャップマンのアイディアで生まれたということを考えれば、クリーズの言い分は単なる正当化というより、友人への敬意が込められていると考えた方がよいのかもしれない。

## Bolton→Notlobの日本語訳
スケッチ中で「Bolton」の回文として出た「Notlob」は、一部の日本語訳では「ノトロブ」ではなく「ントルボ」と訳されたときがあった。前者は原語の発音どおりだが、後者は大元の単語に対応する日本語で「回文」を行った、ある意味では「意訳」といえよう。第1シリーズ第13話にノトロブという名の人物が登場する。

## 「死んだオウム」は未収録
後年アメリカで制作/放送された総集編ともいうべき番組「ザ・ベスト・オブ・モンティ・パイソン（邦題）」（司会：スティーブ・マーティン）の原題は「Parrot Sketch Not Included（オウムのスケッチは未収録）」。つまりこれだけ人気のあるスケッチにもかかわらずあえて入れてやらなかったぞ、というパイソンズ魂を如実に表しているといえる。この番組において、生前の動くグレアム・チャップマンをほんの数秒だけ見る事が出来る。